# Iwana Rożman
Iwana Rożman, mk. Ивана Рожман (ur. 14 lipca 1989 w Skopju – macedońska lekkoatletka, specjalizująca się w biegu na 100 m, olimpijka. Wystąpiła w igrzyskach olimpijskich w 2008 roku, w Pekinie. Nie zdobyła żadnych medali.

## Letnie Igrzyska Olimpijskie 2008 w Pekinie
| Konkurencja   | Eliminacje | Eliminacje | Ćwierćfinał                     | Ćwierćfinał                     | Półfinał                        | Półfinał                        | Finał                           | Finał                           | Klas. końcowa | Klas. końcowa |
| Konkurencja   | Czas       | Miejsce    | Czas                            | Miejsce                         | Czas                            | Miejsce                         | Czas                            | Miejsce                         | Czas          | Miejsce       |
| ------------- | ---------- | ---------- | ------------------------------- | ------------------------------- | ------------------------------- | ------------------------------- | ------------------------------- | ------------------------------- | ------------- | ------------- |
| bieg na 100 m | 12.92      | 7          | → Odpadła z dalszej rywalizacji | → Odpadła z dalszej rywalizacji | → Odpadła z dalszej rywalizacji | → Odpadła z dalszej rywalizacji | → Odpadła z dalszej rywalizacji | → Odpadła z dalszej rywalizacji | 12.92         | 1 runda       |